# Mymensingh (division)
Pour les articles homonymes, voir Mymensingh (homonymie).
La division de Mymensingh est une des huit divisions administratives du Bangladesh.

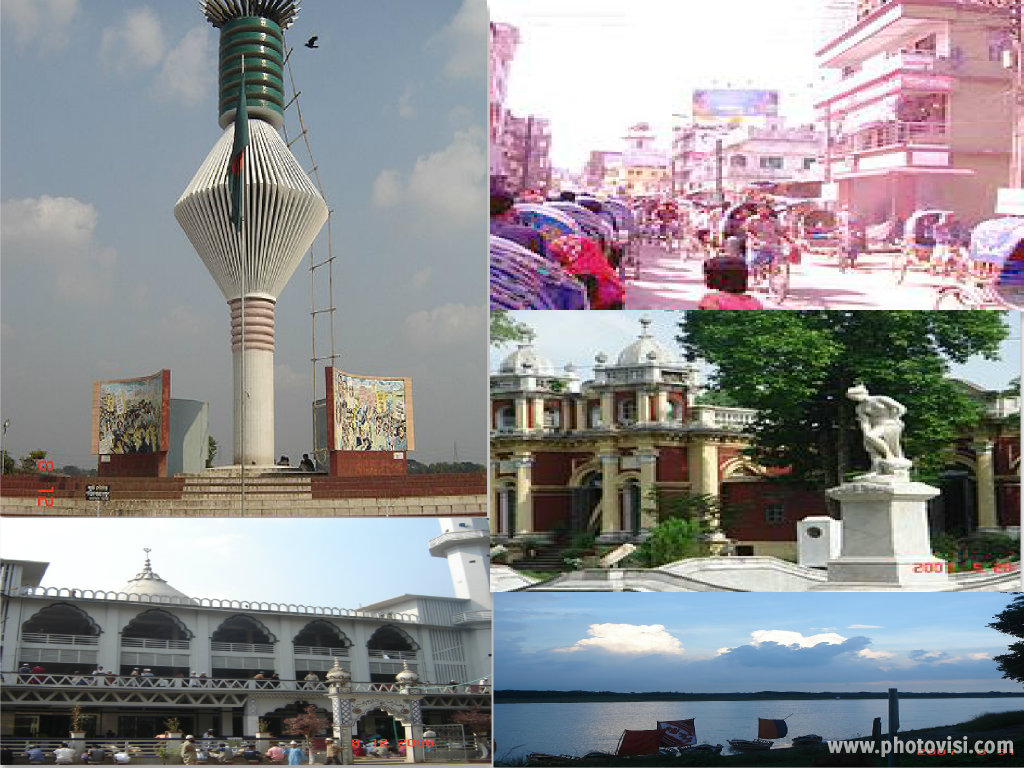
Mémorial de la guerre de libération de Mymensingh dans le sens des aiguilles d'une montre ; Collège de formation des enseignantes ; Vue sur le fleuve Brahmapoutre ; grande mosquée

## Géographie
Située au nord du pays, elle est bordée par l’Inde au nord, par les divisions de Rangpur et de Rajshahi à l’ouest, celle de Dhaka au sud, et de Sylhet à l’est. Sa superficie est de 10 584 km2.

## Histoire
Le 26 janvier 2015, le gouvernement du Bangladesh approuve le principe de la création de la division de Mymensingh, par détachement de la division de Dhaka, et donne le feu vert définitif le 15 septembre. Un temps envisagée, l’idée d'y inclure les districts de Tangail et de Kishoreganj n’a pas été retenue. 

## Districts administratifs
La division est subdivisée en quatre districts (zilas), eux-mêmes subdivisés en trente-quatre sous-districts (upazilas).
| District   | Chef-lieu  | Superficie (km2) | Upazila | Union | Village | Municipalité | Population (en 2011) |
| ---------- | ---------- | ---------------- | ------- | ----- | ------- | ------------ | -------------------- |
| Jemalpour  | Jemalpour  | 2 032            | 7       | 68    | 1 346   | 6            | 2 292 674            |
| Mimansinge | Mimansinge | 4 363            | 12      | 146   | 2 700   | 8            | 5 110 272            |
| Netrecoune | Netrecoune | 2 747            | 10      | 85    | 2 279   | 4            | 2 229 642            |
| Cherpour   | Cherpour   | 1 359            | 5       | 51    | 713     | 2            | 1 358 325            |
| Total      | Mimansinge | 10 584           | 34      | 350   | 7 038   | 20           | 11 370 000           |